# Burg Kalsmunt
Die Ruine der Höhenburg Kalsmunt, einer alten Reichsburg, ist noch heute auf einem 256 m hohen Basaltkegel über der Stadt Wetzlar in Hessen zu sehen.

## Geschichte

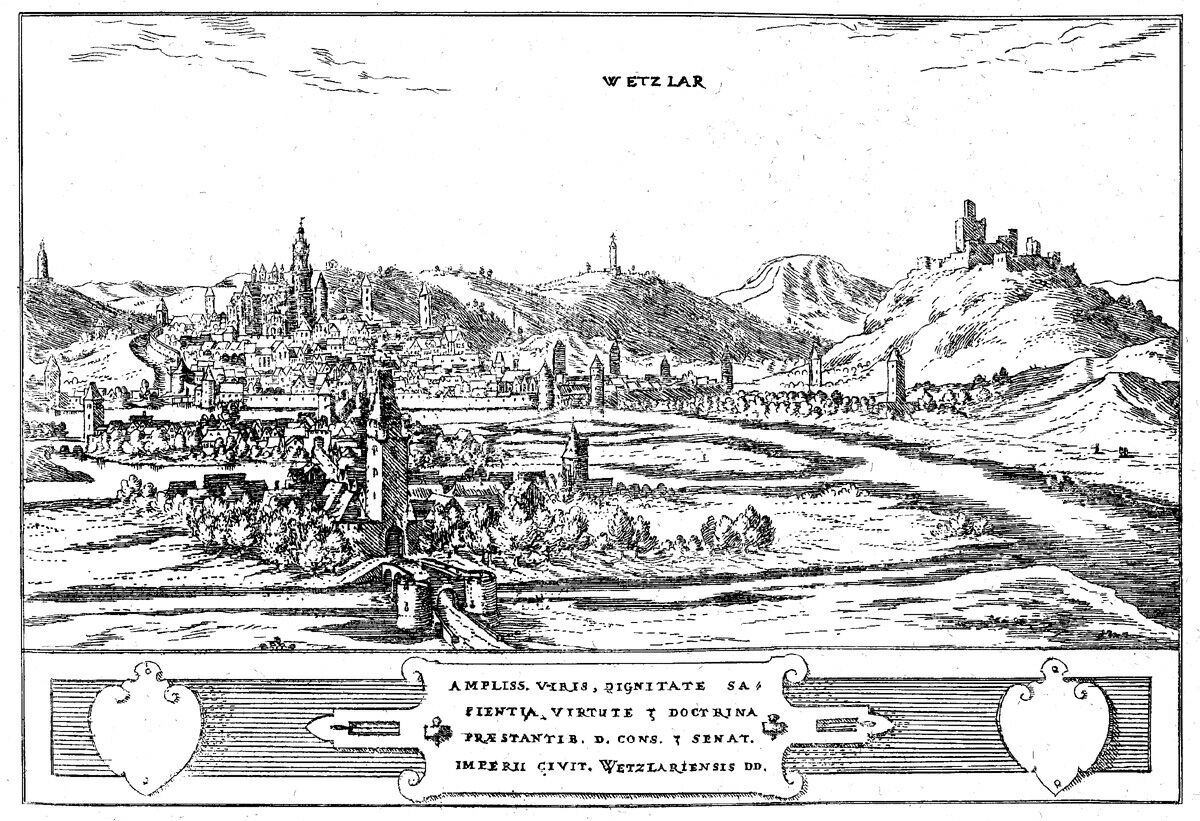
Wetzlar mit der Burg Kalsmunt (rechts oben) nach Wilhelm Dilich im Jahre 1605

Ursprünge und Baugeschichte der alten Reichsburg Kalsmunt sind unbestimmt; hier besteht noch erheblicher Forschungsbedarf: Nach Karl Metz soll diese Burg/Schloss bereits eine frühe römische Gründung sein. Zedler ist dagegen der Ansicht, dass Karl der Große die Anlage um das Jahr 785 erbauen ließ, um die demnach bereits bestehende Stadt dadurch besser im Zaume halten zu können. Zedler beruft sich dabei auf den Wetzlarer Stadtschreiber Johann Daniel Chelius (1610–1683), der dies in seiner 1664 verfassten «Beschreibung  der Stadt Wetzlar» niedergeschrieben hatte. Die Burg soll demnach von  Karl dem Großen Carols Mons (Carlmund oder Carlmont) genannt worden sein. Auf der Reichsburg Kalsmunt wurden die kaiserlichen Münzen für Wetzlar geprägt.

## Lage
Auf einer Basaltkuppe, etwa 850 m südwestlich der Wetzlarer Altstadt, die markant auf einer ursprünglich unbewaldeten, (inzwischen verbuschten) Anhöhe (241 m ü. NN) hervorsticht, befindet sich der Standort der Burgruine. Die Höhendifferenz zum Schillerplatz in der Altstadt beträgt 90 m.

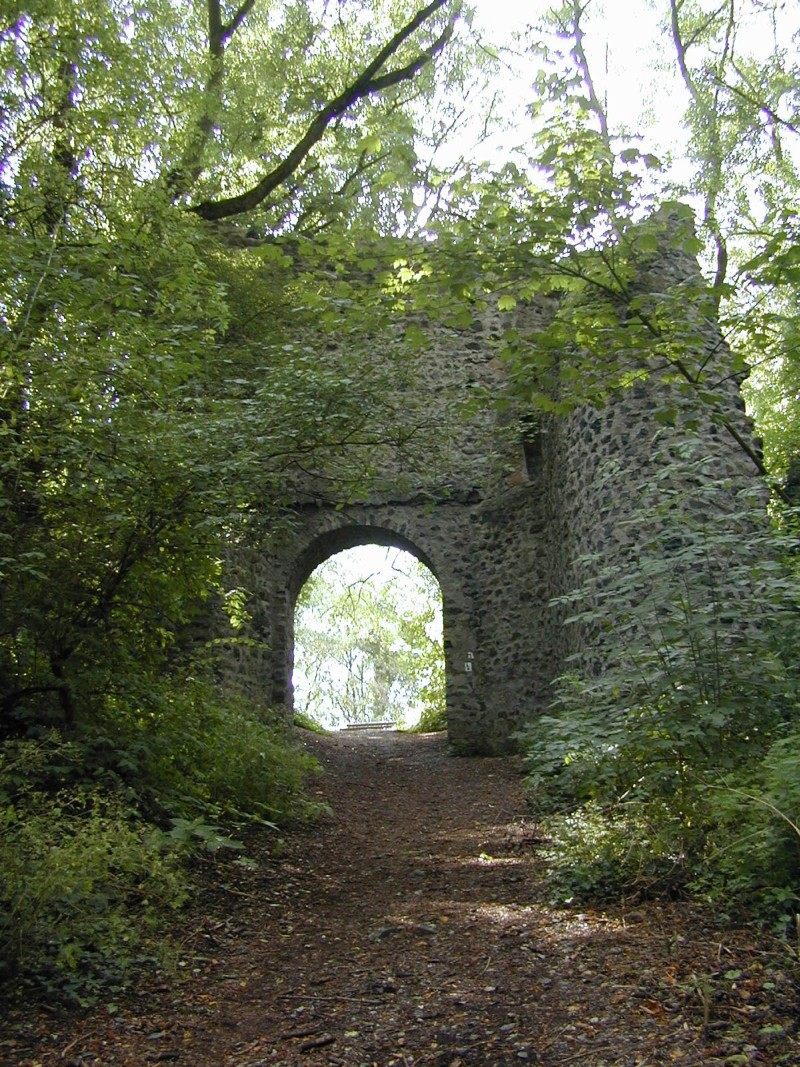
Innere Toranlage (Aufgang)

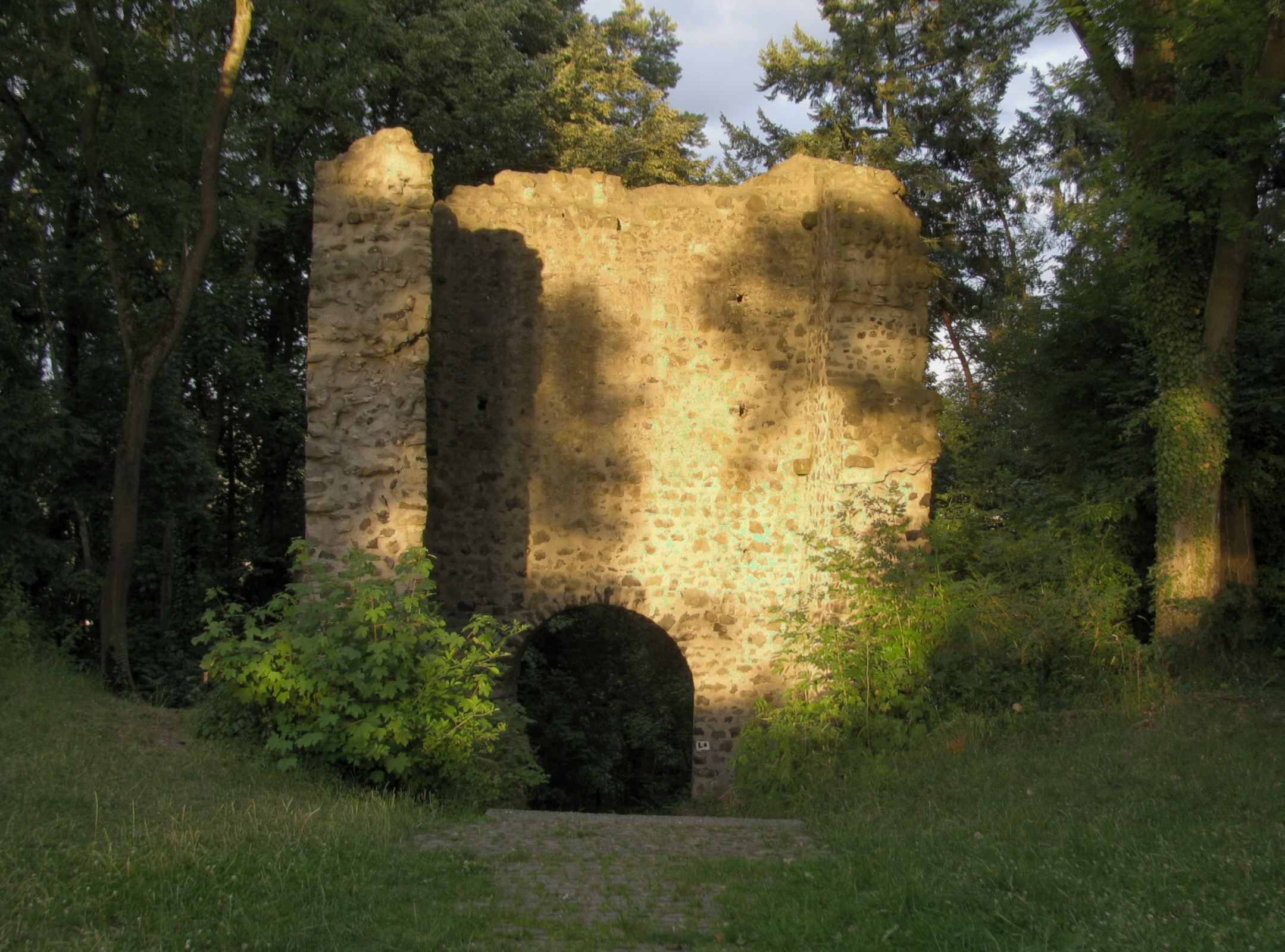
Innere Toranlage (Hofseite)

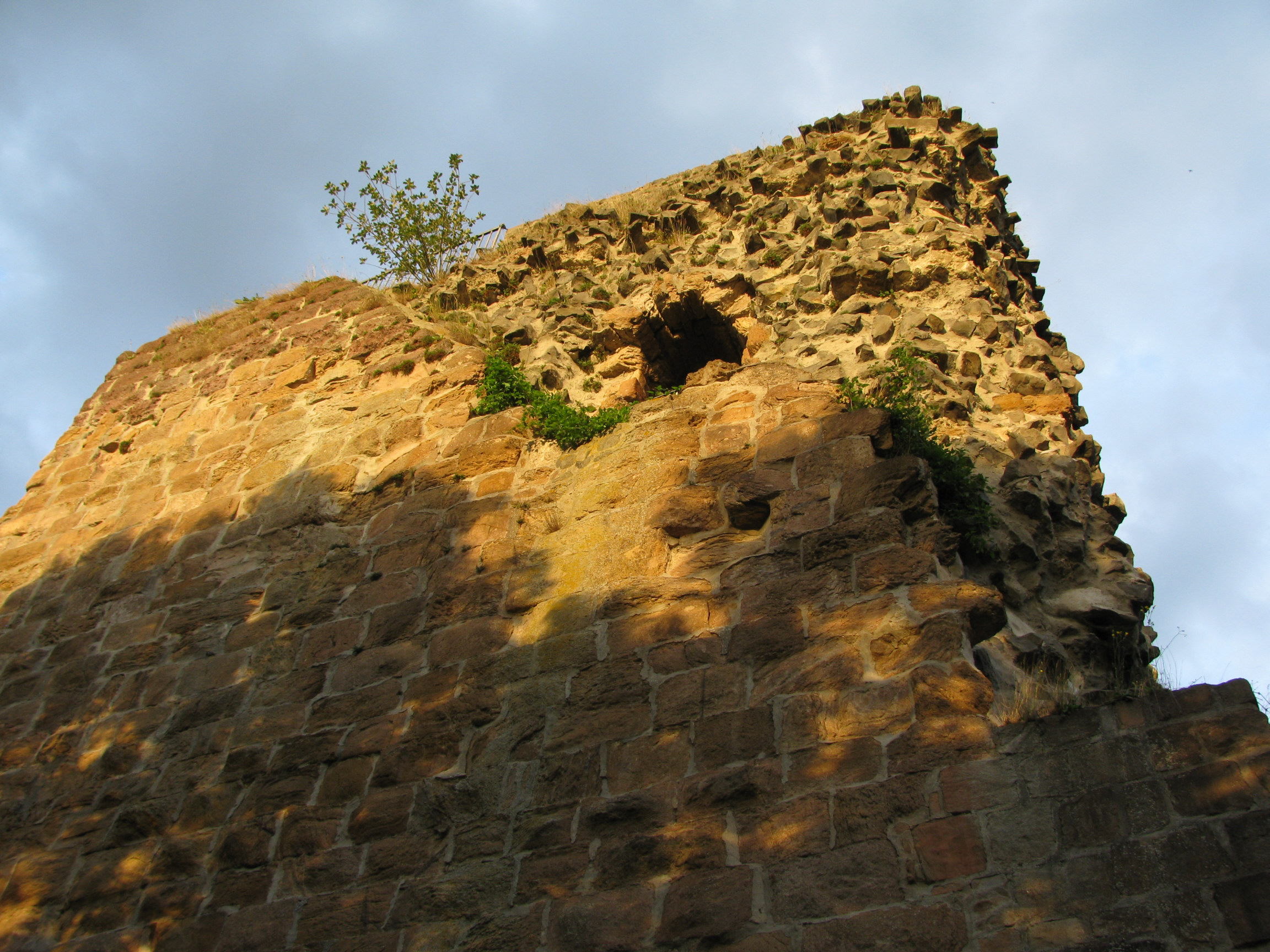
Nahaufnahme der Reichsburg-Ruine

Die Reichsburg wurde um 1180 von Friedrich Barbarossa über Wetzlar ausgebaut, um die Stadt und die Stellung der Reichsvogtei zu schützen und um die umliegende Wetterau als Reichsland zu sichern.
Der Kalsmunt war Reichsmünzstätte, doch ist kein Prägejahr bekannt. Ein unter Friedrich Barbarossa geschlagener Denar zeigt einen auf einem Faltstuhl thronenden Gekrönten mit einem Lilienszepter und Palmzweig und der Umschrift: Calsmund. Die Münzstätte lag wohl kaum auf dem Kalsmunt, sondern in der Handelsstadt Wetzlar, und ihr Entstehen kann auf etwa 1160 angesetzt werden; ein Arnoldus monetarius (→Münzmeister) ist in Wetzlar seit 1241 nachweisbar.
1226 wird erstmals mit einem Winterus von Kalsmunt auch eine Person erwähnt, die den Namen trägt.
1252 wird die Burg zur Befestigung ausgebaut. Eine Reihe von Burgmannen wird urkundlich genannt. Im Jahr 1257 wird die Stadtbefestigung Wetzlars urkundlich bestätigt.
Im Jahr 1284 tritt Tile Kolup als Kaiser Friedrich II. auf. Die Bevölkerung glaubt ihm zunächst, aber bald siegt das Misstrauen und er wird auf dem Kalsmunt zunächst inhaftiert und verhört. Am 7. Juli 1285 wird er schließlich auf dem Scheiterhaufen verbrannt.
Am 28. Juni 1285 wird eine Vereinbarung zwischen den Burgleuten und der Stadt Wetzlar getroffen, keine Feinde der Stadt in der Burg aufzunehmen. Hintergrund der Vereinbarung ist der Streit der Stadt mit dem römisch-deutschen König, in welchem sich die Burg unparteiisch hält. Die Burg wird nie angegriffen.
König Rudolf von Habsburg bestellte Graf Adolf von Nassau im Jahr 1286 zum Burghauptmann auf der Burg Kalsmunt. Adolf behielt das Amt, bis er selbst zum König des Römisch-Deutschen Reiches gewählt wurde. Bereits 1292 übertrug er das Amt des Burghauptmann an Gottfried von Merenberg.
Die Herren von Merenberg waren im Gebiet um Burg Gleiberg reich begütert. Nach dem Tod Hartrad VI. von Merenberg kam die Herrschaft Merenberg, und mit ihr die Burghauptmannschaft des Kalsmunt, an das Haus Nassau-Weilburg. Diese setzten die Burghauptmannschaft mehrfach als Pfandobjekt ein.
Um 1500 hat die Burg keine militärische Bedeutung mehr, als Reichslehen ist die Befestigung völlig im Besitz der Herren von Nassau-Weilburg. Graf Philipp III. von Nassau-Weilburg übergab die Vogtei Wetzlar und die Burg Kalsmunt 1536 an Philipp den Großmütigen. Der Landgraf von Hessen wurde Burghauptmann der Burg. Dieses war Teil eines umfangreichen Gebietstausches.
1609 lässt der Landgraf von Hessen den Bestand der Ruine aufnehmen und vermessen. Der älteste Grundriss des Kalsmunt wird gezeichnet.
Im Jahr 1740 erlebt die Burg noch einmal eine Renaissance, da ein Ausbau zur Festung geplant wird. Dieser scheitert dann aber aus Kostengründen.
Seit 1803 ist die Burg im Besitz der Stadt Wetzlar.
1836 ließ der „Wetzlarische Verein für Geschichte und Altertumskunde“ unter seinem Vorsitzenden Paul Wigand den ebenerdigen Eingang in die drei Meter dicke Mauer des Bergfrieds brechen. Der Zugang erfolgte zuvor im ersten Stock über ein Turmaufgangsgebäude.
Das Stadtbauamt Wetzlar veranlasst 1928 Grabungen, über die Carl Metz in Lieb Heimatland, 1928, Nr. 27 und 28 berichtet.
Seit 2013 laufen umfangreiche archäologische Forschungsarbeiten rund um den Kalmunt in Kooperation des Fördervereins Kalsmunt e. V. mit dem Vorgeschichtlichen Seminar der Philipps-Universität Marburg.

## Namensherkunft
Die heutige Benennung wird folgendermaßen gedeutet: Kals- = Karls und -munt = Vasall, d. h. ein Lehensmann des Fränkischen Hofes. Zedler schreibt: Karl der Große nannte es Carols Mons, Carlmund oder Carlmont. Andere Quellen halten den Namen für vorgermanisch oder keltisch wie: The name Kalsmunt is of Celtic origin and means “barren hill”, mit der Bedeutung nutzlos/fruchtlos/unfruchtbarer Hügel. Der mit dem altdeutschen Wort munt = Vasall oder Schutz zusammengesetzte Name lässt wohl als ursprüngliche Aufgabe der Burg den Schutz des Wetzlarer Königsgutes vermuten.

## Geschlecht Kalsmunt
Auch Calsmunt, Calsmund und Marburg-Kalsmunt.
1226 wird erstmals ein Winterus von Kalsmunt erwähnt. Der Ort Obbornhofen wird am 10. Juli 1238 zur Hälfte als münzenbergisches Lehen an den Ritter Winter von Kalsmunt durch Ulrich I. von Münzenberg vergeben.
Conrad von Calsmunt wurde als Sohn des Winters von Calsmunt, Burggraf zu Friedberg und der Mathildis von Krüfftel auf Burg Calsmunt geboren. Er gehörte von 1250 bis 1300 zur Ritterschaft des silbernen Kreuzes.
Marburg-Kalsmunt: Ihr Sitz war die Reichsburg in/bei Wetzlar, dem Domberg gegenüber, heute Ruine. Schon um 1200 hatte ein v. Marburg-Kalsmunt eine Merenberg zur Frau. Zeitweise waren die v. K. Fulder Lehnsleute. 1318 hatten sie einen Burgsitz in Marburg. 1280 in Ginseldorf Güter und die Fischerei und 1325 den Zehnten.
Wappen: Dasselbe wie die Herren von Bicken, mit denen sie eines Stammes waren.